# Kano Pillars Football Club
Il Kano Pillars Football Club è una società calcistica nigeriana con sede nella città di Kano.
La squadra venne creata nel 1990 come unione di tre club dilettantistici della città di Kano: WRECA FC, Kano Golden Stars e Bank of the North FC .
Il club ha raggiunto la sua prima vittoria di rilievo nella stagione 2007-2008, quando si è aggiudicato il titolo di campione nazionale; il successo in campionato ha garantito al club la partecipazione alla CAF Champions League 2009, dove ha raggiunto le semifinali.

## Palmarès

### Competizioni nazionali
- Campionato nigeriano: 4

2007-2008, 2011-2012, 2013, 2014
- Coppa di Nigeria: 2

1953, 2019

### Altri piazzamenti
- Campionato nigeriano:

Secondo posto: 2009-2010, 2019
Terzo posto: 2018
- Coppa di Nigeria:

Finalista: 1954, 1991, 2018
Semifinalista: 2024
- CAF Champions League:

Semifinalista: 2009

## Rosa
Aggiornata al 14 gennaio 2018.
| N. |                    | Ruolo | Calciatore         |
| -- | ------------------ | ----- | ------------------ |
| 1  | Nigeria (bandiera) | P     | Yusuf Muhammad     |
| 2  | Nigeria (bandiera) | D     | Auwalu Ali Malam   |
| 3  | Nigeria (bandiera) | D     | Adamu Murtala      |
| 4  | Camerun (bandiera) | D     | Joel Djondang      |
| 5  | Nigeria (bandiera) | C     | Samuel Daniel      |
| 10 | Nigeria (bandiera) | C     | Rabiu Ali          |
| 12 | Nigeria (bandiera) | C     | Sikiru Kamal       |
| 17 | Nigeria (bandiera) | C     | Manu Garba         |
| 19 | Nigeria (bandiera) | A     | Adamu Hassan Lawal |
| 20 | Nigeria (bandiera) | A     | Nazifi Yahya       |
| 21 | Nigeria (bandiera) | A     | Junior Lokosa      |
| 22 | Nigeria (bandiera) | P     | David Obiozor      |

| N. |                    | Ruolo | Calciatore       |
| -- | ------------------ | ----- | ---------------- |
| 23 | Nigeria (bandiera) | A     | Emmanuel Adoyi   |
| 24 | Nigeria (bandiera) | D     | Emmanuel Anyanwu |
| 27 | Nigeria (bandiera) | D     | Victor Dennis    |
| 28 | Nigeria (bandiera) | A     | Nwagua Nyima     |
| 29 | Nigeria (bandiera) | C     | Ojebisi Adewale  |
| 30 | Nigeria (bandiera) | D     | Chris Madaki     |
| 31 | Nigeria (bandiera) | P     | Danladi Isah     |
| 33 | Nigeria (bandiera) | D     | Idris Aloma      |
| 34 | Nigeria (bandiera) | D     | Fahad Usman      |
| 35 | Nigeria (bandiera) | C     | Alhassan Ibrahim |
| 38 | Nigeria (bandiera) | C     | Yusuf Maigoro    |
| 40 | Nigeria (bandiera) | C     | Jamil Muhammad   |